# گروه میرائه
گروه میرائه (کره‌ای: 미래에셋금융그룹) شرکت خدمات مالی کره‌ای است، که در سال ۱۹۹۷ تأسیس شد.